# Cseke Péter (irodalomtörténész)
Cseke Péter (Recsenyéd, 1945. január 30. –) irodalomtörténész, eszmetörténész, sajtótörténész, újságíró, költő, szociográfus és egyetemi tanár.

## Életpályája
Középiskoláit 1963-ban végezte Székelyudvarhelyen, 1968-ban a Babeș–Bolyai Tudományegyetemen magyar nyelv- és irodalom szakos tanári képesítést nyert. Tanított az egyetemen, 1990 után a filológiai tudományok doktora, egyetemi tanár a Babeș–Bolyai Tudományegyetem Újságírói Tanszékén. Doktorátusvezető, a Hungarológiai tudományok doktori iskola tagja. 1990-től a Korunk szerkesztője.
A Falvak Dolgozó Népe belső munkatársa. Versei a Vitorla-ének című lírai gyűjteményben (1967), fordításai a fiatal román költők Építő Amfion című magyar antológiájában (1967) jelentek meg. Kommunikációs tevékenységével támogatta a Zerindi Képtár létrehozását. Egy valóságfeltáró műfaj teherbírása című tanulmányában (Korunk, 1974/4, 5) a riport megújulásáról és a riportelemzés kérdéseiről értekezett, s ebben a műfajban jelentkezett nemsokára Forrás-kötettel is: Víznyugattól vízkeletig (riportok, 1976).
Szerepelt az Emberarcok című riportkötetben (Beke Györggyel, Marosi Barnával, 1976), a Tollal, fegyverrel (1977) című gyűjteményben és a Kötések, sodrásban című riportantológiában (1979). Egy korrajzzá szélesülő riportja a kolozsvári magyar biológusnemzedék indulásáról (Azzá váltunk-e, akivé akartunk? Korunk 1979/7-8) arra figyeltetett fel, hogy a második irodalmi Forrás-nemzedékkel együtt új tudományos-műszaki nemzedék is indult. Látóhegyi töprengések című kötetének (1979) riportjaiban, interjúiban a közelmúlt és a jelen irodalmának, művelődésének számos munkását szólaltatta meg. Kiemelkedett közülük az Adyfalváért hadakozó Papp Aurél, Debreczeni László vallomásai és a Kányádi Sándor apját megszólaltató Emberségből példát című írás. Egyik utóbbi kötete A magyar szociográfia erdélyi műhelyei. (Magyar Napló Kiadó, Budapest, 2008.)

## Kutatási területe
A romániai magyar irodalom és sajtó története, sajtóelmélet, szociográfia.

## Kötetei
- Emberarcok. Beke György, Cseke Péter, Marosi Barna riportkönyve; Kriterion, Bukarest, 1976
- Víznyugattól vízkeletig. Riportok; Kriterion, Bukarest, 1976
- Látóhegyi töprengések; Kriterion, Bukarest, 1979
- Kötések, sodrásban. Szociográfiai riportok; összeáll. Cseke Péter, Zágoni Attila; Politikai, Bukarest, 1980
- Hazatérő szavak. Publicisztikai írások, riportok. 1970–1985; Albatrosz, Budapest, 1985
- Erdélyi Fiatalok. Dokumentumok, viták. 1930–1940; közzéteszi László Ferenc, Cseke Péter, bev. Cseke Péter; Kriterion, Bukarest, 1986
- Nem lehet. A kisebbségi sors vitája; vál. Cseke Péter, Molnár Gusztáv, előszó Cseke Péter, utószó, jegyzeteket Molnár Gusztáv; Héttorony, Budapest, 1989 (Limes-könyvek)
- Mit várhat a falu a Romániai Magyar Demokrata Szövetségtől?; többekkel; Európai Idő, Sepsiszentgyörgy, 1990 (Tudod-e...)
- Hazatérő szavak szociográfiai riportok; Püski, Budapest, 1993
- Érték és értékrend az egyetemes magyar irodalomban. Az 1992-es kolozsvári konferencia előadásai; szerk. Cseke Péter; NHK, Budapest, 1994
- Korfordulós újesztendő. Szociográfiai riportok; Erdélyi Gondolat, Székelyudvarhely, 1994
- Lehet – nem lehet? Kisebbségi létértelmezések. 1937–1987; sajtó alá rend. Cseke Péter; Mentor, Marosvásárhely, 1995
- Vigyázó torony. Beszélgetések Debreczeni Lászlóval; Kriterion, Bukarest, 1995
- Volt egyszer egy iskola. Csombordi emlékkönyv, 1935–1995; összeáll. Fülöp István, szerk. Csávossy György, Cseke Péter; Corvin, Déva, 1996
- Metaforától az élet felé. Kisebbségi értelmiség – kisebbségi nyilvánosság. Tanulmányok (1987–1997); Kriterion, Bukarest–Kolozsvár, 1997
- Szabédi napjai. Emlékezések, tudományos előadások Kolozsvárt, 1992–1997; összeáll. Cseke Péter. bev. Kántor Lajos; Korunk Baráti Társaság–A Magyar Nyelv és Kultúra Nemzetközi Társasága–Anyanyelvi Konferencia, Kolozsvár–Budapest, 1998
- 125 éves a kolozsvári egyetem. A Babeş-Bolyai Tudományegyetem magyar tagozatán 1997. november 21-én tartott emlékülés előadásai; szerk. Cseke Péter, Hauer Melinda; Komp-Press, Kolozsvár, 1999
- "A Homoród füzes partján...". Dolgozatok a Székelyföld és a Szászföld határvidékéről; szerk. Cseke Péter, Hála József; Pro-Print, Csíkszereda, 2000
- Horváth István és az erdélyi népi irodalmi irányzat; Balassi, Budapest, 2000 (Kortársaink)
- Láthatatlan emlékművek. Erdélyi variációk nyelv és lélek szövetségére, 1970–2000; Felsőmagyarország, Miskolc, 2000
- Tényfeltárás – szociográfia; Erdélyi Tankönyvtanács, Kolozsvár 2001
- Paradigmaváltó erdélyi törekvések. Kisebbségi létértelmezések; Kriterion, Kolozsvár, 2003 (Gordiusz)
- A Tizenegyek. Egy antológia elő- és utóélete, 1923–2003; közzéteszi Cseke Péter; Kriterion, Kolozsvár, 2003
- Időrobbanás. Esszék, tanulmányok, dokumentumok a szellemi útkeresés műhelytörténetéből; Széphalom Könyvműhely, Budapest, 2003
- László Dezső emlékezete. 1904–2004; szerk. Cseke Péter; Polis, Kolozsvár, 2004
- Minőségi igények és módszertani követelmények a felsőoktatásban. Válogatás a Babeş-Bolyai Tudományegyetem magyar tagozatán tartott módszertani konferenciák előadásaiból, 2001–2003; szerk. Cseke Péter, Kozma Kis Erzsébet-Edit; Presa Universitara Clujeana, Kolozsvár, 2004
- Jöjjön el a mi időnk, Esszék, tanulmányok, dokumentumok; Pallas-Akadémia, Csíkszereda 2005 (Bibliotheca Transsylvanica)
- Buday György és Kolozsvár. Álom egy Solveig-házról. Esszék, tanulmányok, levelek, visszaemlékezések; szerk. Cseke Péter; Komp-Press, Kolozsvár, 2006
- Legyen eszünk, ha már volt. Feljegyzések Európán innen, Erdélyen túl, 1990–2005; Felsőmagyarország–Szépírás, Miskolc–Szolnok, 2006
- A magyar szociográfia erdélyi műhelyei; Kolozsvári Egyetemi, Cluj-Napoca, 2007
- A magyar szociográfia erdélyi műhelyei; Magyar Napló, Budapest, 2008
- Kistérségek – nagy remények? A társadalmi önépítés megújuló formáiról; szerk. Cseke Péter; Korunk–Komp-Press, Kolozsvár, 2009
- Álom egy kolozsvári Solveig-házról. Eszmetörténeti írások, dokumentumok; Széphalom Könyvműhely, Budapest, 2010
- Fájó sebekből termő ágak. Világtávlatban gondolkodó Erdélyi Fiatalok. Eszmetörténeti tanulmányok; Lucidus, Budapest, 2010 (Kisebbségkutatás könyvek)
- A tudomány határai; Korunk–Komp-Press, Kolozsvár, 2011
- Védjegyek. Íróportrék – ellenfényben; Kriterion, Kolozsvár, 2011 (Gordiusz)
- Cseke Péter–Burus János: Csíksomlyói Székely Népfőiskola; Hungarovox, Budapest, 2013
- Borongós ég alatt. Sajtótörténeti tanulmányok, 1980–2014; Nap, Budapest, 2015 (Magyar esszék)
- Erdélyi értékhorizontok. Újabb eszmetörténeti tanulmányok; Magyar Napló, Írott Szó Alapítvány, Budapest, 2015
- Szigetek, szórványok a Kárpát-medencében és Észak-Amerikában; vál., szerk. Cseke Péter; Korunk–Komp-Press, Kolozsvár, 2016
- Örökhagyók, értékvédők. Krétarajzok két évtized tanulmányaihoz; Pallas-Akadémia, Csíkszereda, 2016
- Őrtüzeink parazsa. Erdélyi variációk nyelv és lélek szövetségére, 1918–2018; Polis, Kolozsvár, 2018
- Döntéskényszerben. Egy erdélyi biológusnemzedék ötven éve; Korunk Komp-Press, Kolozsvár, 2018
- Az emlékezet feltámasztása. Válogatott és újabb tanulmányok; Magyar Napló–Fokusz Egyesület, Budapest, 2019 (Rádiusz könyvek)
- A teljesség sóvárgása. Irodalomtörténeti tanulmányok, 1981–2016; Nap, Budapest, 2019 (Magyar esszék)
- Trianoni hófogságban, 1918–1945–1990. Eszmetörténeti tanulmányok; Nap, Budapest, 2020 (Magyar esszék)
- Otthonirodalom. A magyar szociográfia erdélyi műhelyei; Polis, Kolozsvár, 2020
- Hazatérő szavak nyomában. Szociográfiai riportok; Polis, Kolozsvár, 2021
- Kisebbségi összhangzattan. Eszmetörténeti tanulmányok (2012–2022); Nap, Budapest, 2024 (Magyar esszék)

## Díjak, elismerések (válogatás)
- A Magyar Alkotóművészek Országos Egyesületének Pro Literatura díja (2004)
- A kolozsvári Babeș-Bolyai Tudományegyetem nívódíja az Időrobbanás (Széphalom Könyvműhely, Budapest, 2003.) című esszé- és tanulmánykötetért (2004)
- A Magyar Írószövetség Szociográfiai Szakosztályának Szabó Zoltán-díja (2005)
- A kolozsvári Babeș-Bolyai Tudományegyetem érdemoklevele az egyetemfejlesztéshez való hozzájárulásért (2005)
- A Magyar Érdemrend tisztikeresztje (2014)[4]